# Endoxyla dictyoschema
Endoxyla dictyoschema is een vlinder uit de familie van de Houtboorders (Cossidae). De wetenschappelijke naam van de soort werd voor het eerst gepubliceerd in 1915 door Alfred Jefferis Turner als Xyleutes dictyoschema
De soort komt voor in Australië (Queensland).